# Neikea
Neikea, Neikos (gr. Νεικεα, Νεικος, łac. Neicea, Neicus, Altercatio) – w mitologii greckiej demony kłótni, waśni i krzywd. Zostały zrodzone przez Eris lub według innych wersji dzieci Etera i Gai.